# Diederstetten
Diederstetten ist ein Gemeindeteil der Gemeinde Mönchsroth im Landkreis Ansbach (Mittelfranken, Bayern). Die Gemarkung Diederstetten hat eine Fläche von 5,011 km². Sie ist in 581 Flurstücke aufgeteilt, die eine durchschnittliche Fläche von 8624,18 m² haben. In ihr liegen neben dem namensgebenden Ort die Gemeindeteile Hasselbach und Winnetten.

## Geografie
Das Dorf liegt an der Wörnitz und am Grund- und Keuschenlachgraben, die dort als rechte Zuflüsse in die Wörnitz münden. Der Ort ist weitestgehend von Acker- und Grünland umgeben. Im Südwesten wird die Flur Weidengrund genannt. Eine Gemeindeverbindungsstraße führt an der Neumühle vorbei nach Dinkelsbühl zur Staatsstraße 2220 (3,9 km nordwestlich) bzw. nach Mönchsroth zur Staatsstraße 2385 (1,9 km südlich). Eine weitere Gemeindeverbindungsstraße führt nach Winnetten (1,3 km westlich).

## Geschichte
Die Fraisch über Diederstetten war strittig zwischen dem oettingen-spielbergischen Oberamt Mönchsroth und der Reichsstadt Dinkelsbühl. Die Dorf- und Gemeindeherrschaft sowie die Grundherrschaft über alle Anwesen hatte das Oberamt Mönchsroth. Gegen Ende des 18. Jahrhunderts bestand der Ort aus 14 Anwesen (2 Höfe, 3 halbe Lehengüter, 7 Lehengüter, 2 Lehen) und einem Gemeindehirtenhaus.
1806 kam Diederstetten an das Königreich Bayern. Mit dem Gemeindeedikt wurde Diederstetten 1809 dem Steuerdistrikt Villersbronn und der Ruralgemeinde Villersbronn zugeordnet. Mit dem Zweiten Gemeindeedikt (1818) entstand die Ruralgemeinde Diederstetten, zu der Hasselbach und Winnetten gehörten. Sie war in Verwaltung und Gerichtsbarkeit dem Landgericht Dinkelsbühl zugeordnet und in der Finanzverwaltung dem Rentamt Dinkelsbühl. 1819 erfolgte der Wechsel zum Herrschaftsgericht Mönchsroth, wo es bis zu dessen Auflösung verblieb, und 1838 der Wechsel zum Rentamt Oettingen. Ab 1850 gehörte Diederstetten wieder zum Landgericht und Rentamt Dinkelsbühl (1919 in Finanzamt Dinkelsbühl umbenannt, seit 1973 Finanzamt Ansbach). Die Verwaltung übernahm 1862 das neu geschaffene Bezirksamt Dinkelsbühl (1939 in Landkreis Dinkelsbühl umbenannt). Die Gerichtsbarkeit blieb beim Landgericht Dinkelsbühl (1879 in das Amtsgericht Dinkelsbühl umgewandelt, das seit 1973 eine Zweigstelle des Amtsgerichtes Ansbach ist). Die Gemeinde hatte 1964 eine Gebietsfläche von 4,995 km². Im Zuge der Gebietsreform in Bayern wurde diese am 1. Januar 1971 nach Mönchsroth eingemeindet. Mit der Auflösung des Landkreises Dinkelsbühl im Jahr 1972 kam Diederstetten an den Landkreis Ansbach.

## Einwohnerentwicklung
Gemeinde Diederstetten
| Jahr      | 1818   | 1840   | 1852   | 1855   | 1861   | 1867   | 1871   | 1875   | 1880   | 1885   | 1890   | 1895   | 1900   | 1905   | 1910   | 1919   | 1925   | 1933   | 1939   | 1946   | 1950   | 1952   | 1961   | 1970   |
| Einwohner | 184    | 219    | 253    | 245    | 207    | 203    | 217    | 233    | 230    | 227    | 215    | 202    | 192    | 203    | 226    | 217    | 209    | 198    | 190    | 242    | 234    | 225    | 209    | 197    |
| Häuser    | 37     |        |        |        |        |        | 44     |        |        | 47     | 48     |        | 48     |        |        |        | 41     |        |        |        | 41     |        | 40     |        |
| Quelle    | [ 15 ] | [ 16 ] | [ 16 ] | [ 16 ] | [ 17 ] | [ 18 ] | [ 19 ] | [ 20 ] | [ 21 ] | [ 22 ] | [ 23 ] | [ 16 ] | [ 24 ] | [ 16 ] | [ 25 ] | [ 16 ] | [ 26 ] | [ 16 ] | [ 16 ] | [ 16 ] | [ 27 ] | [ 16 ] | [ 11 ] | [ 28 ] |

Ort Diederstetten
| Jahr      | 001818 | 001861 | 001871 | 001885 | 001900 | 001925 | 001950 | 001961 | 001970 | 001987 | 002006 | 002016 |
| Einwohner | 54     | 85     | 85     | 99     | 85     | 83     | 98     | 86     | 85     | 75     | *58    | *60    |
| Häuser    | 17     |        |        | 17     | 18     | 17     | 16     | 16     |        | 17     |        |        |
| Quelle    | [ 15 ] | [ 17 ] | [ 19 ] | [ 22 ] | [ 24 ] | [ 26 ] | [ 27 ] | [ 11 ] | [ 28 ] | [ 29 ] | [ 1 ]  | [ 1 ]  |

## Religion
Der Ort ist seit der Reformation evangelisch-lutherisch geprägt und bis heute nach St. Oswald und Ägidius (Mönchsroth) gepfarrt. Die Katholiken sind nach St. Margareta (Wilburgstetten) gepfarrt.